# Marilyn Agliotti
Marilyn Agliotti (Boksburg, 23 de junio de 1979) es una jugadora de hockey sobre césped holandesa, nacida en Sudáfrica, que jugó para la selección nacional de los Países Bajos.

## Trayectoria

### Juegos Olímpicos de 2008
En los Juegos de Beijing de 2008, ganó con el equipo nacional holandés al título del torneo olímpico. Tras finalizar la fase de grupos invicta, Holanda goleó a Argentina en semifinales por un marcador de 5-2. La final, disputada el 22 de agosto de ese año, finalizó con victoria de 2-0 de las holandesas sobre las anfitrionas chinas, ganando la medalla de oro.

### Juegos Olímpicos de 2012
Marilyn Agliotti ganó una medalla de oro en los Juegos Olímpicos de Londres 2012 . La selección de Países Bajos terminó la fase inicial del torneo olímpico en el primer lugar de su grupo, con cinco victorias en cinco partidos. En la semifinal, las holandesas derrotaron a Nueva Zelanda por 3-1 en tiros libres, tras un empate 2-2 en el tiempo regular. En la final, ante las Leonas Argentinas, ganaron 2-0, llevándose el oro.

## Vida personal
Es abiertamente homosexual. Nació en Sudáfrica y se mudó a los Países Bajos en 2001, donde conoció a su esposa.